# دینامانی
دینامانی (انگلیسی: Dinamani) شرکت انتشارات هندی است، که در سال ۱۹۳۴ تأسیس شد.